# Bobby Shinton
Robert Thomas Shinton, detto Bobby (West Bromwich, 6 gennaio 1952), è un ex calciatore inglese, di ruolo centrocampista.

## Caratteristiche tecniche
Era un'ala destra.

## Carriera

### Giocatore
Nel 1971, dopo aver giocato nelle giovanili dei semiprofessionisti dei Lye Town, viene tesserato dal Walsall, club di terza divisione, con cui esordisce tra i professionisti nella stagione 1971-1972, all'età di 19 anni; rimane nel club per complessive 3 stagioni, nelle quali totalizza 79 presenze e 20 reti in partite di campionato. Successivamente si trasferisce al Cambridge Utd, club di quarta divisione, con cui tra il 1974 ed il 1976 mette a segno complessivamente 25 reti in 99 partite di campionato; nella parte finale della stagione 1975-1976 si trasferisce al Wrexham, con cui nella stagione 1977-1978 vince il campionato di Third Division, conquistando di conseguenza una promozione in seconda divisione, categoria nella quale milita nel corso della stagione 1978-1979; nel corso della medesima stagione vince inoltre anche una Coppa del Galles. Nel 1979 viene acquistato per 300000 sterline dal Manchester City, club di prima divisione, dove rimane per una stagione e mezzo giocando in modo saltuario (5 presenze totali in campionato) prima di essere ceduto in prestito al Millwall, con cui nella seconda parte della stagione 1979-1980 realizza 3 reti in 5 presenze nel campionato di terza divisione. Nell'estate del 1980 si trasferisce a titolo definitivo al Newcastle Utd, in seconda divisione: qui, in 2 campionati di permanenza nel club, realizza complessivamente 10 reti in 42 partite di campionato. Trascorre poi un'ulteriore stagione in terza divisione al Millwall (34 presenze e 4 reti), prima di andare a giocare a livello semiprofessionistico in vari club delle serie minori inglesi.

### Allenatore
Nel 1984 per un breve periodo è stato anche allenatore del Worcester City.

## Palmarès

### Giocatore

#### Competizioni nazionali
- Coppa del Galles: 1

Wrexham: 1977-1978
- Third Division: 1

Wrexham: 1977-1978
- Football League Trophy: 1

Millwall: 1982-1983